# Cointreau
Cointreau (pronunciación en francés: /kwɛ̃tʁo/) es una marca comercial francesa de triple sec, un licor a base de cáscaras de naranja. Fue creado en 1875 por Edouard Cointreau en su destilería de la ciudad de Angers (Maine y Loira), en la región de Países del Loira, Francia. Famoso en el mundo entero, el Cointreau entra en la composición de muchos cócteles muy conocidos como el Margarita o el Cosmopolitan.

## Características y consumo
Es un licor con el 40 % de alcohol, obtenido a partir de la destilación de cáscaras de naranja de variedades y procedencias diversas, tanto dulces como amargas. Las cáscaras se secan al sol, se maceran y se destilan en alambiques de cobre dando por resultado un aceite esencial que confiere al licor un aroma intenso y muy natural, entre dulce y amargo. Este aceite esencial se mezcla con alcohol, agua y azúcar en forma de almíbar y especias. El secreto de su elaboración y composición ha sido cuidadosamente guardado desde hace más de ciento treinta años. El licor es cristalino y se enturbia en contacto con el hielo, adquiriendo un tono nacarado.
Tradicionalmente se tomaba a los postres o después del café (pousse-café), o como bebida digestiva. Desde principios de los años 1920, alcanzó fama mundial, por lo que pasó a ser el triple seco más utilizado en la composición de cócteles tan conocidos, como el Margarita, el Cosmopolitan y el Sidecar. La lista de los cócteles en los que se emplea el Cointreau sigue alargándose, ya que su categoría de "alcohol blanco" (cristalino), facilita su combinación en cócteles y bebidas. Cuando no se combina con otras bebidas, se suele tomar seco o con hielo. Se emplea también tradicionalmente para aromatizar tartas, cremas, ensaladas de frutas y platos de carne como el pato a la naranja.
Parte de su fama va unida a la forma característica de su botella, cuadrada con bordes redondeados y de color ámbar para que su contenido no se corrompa con la luz.

## Historia
La empresa fue creada en 1849 en Angers (Maine y Loira) Francia, por los maestros pasteleros Adolphe y Edouard-Jean Cointreau. Abrieron una destilería para elaborar licores a partir de las frutas que se producían en la región (manzanas, moras y sobre todo el guignolet a partir de cerezas). En 1875, Edouard Cointreau, hijo de Edouard-Jean, destiló un preparado de cáscaras de naranja dulces y amargas, creando el triple sec (triple seco), llamado así por su triple destilación en alambiques de cobre. Alexis Lichine afirma que su nombre primitivo fue el de "Curaçao Blanco Triple Sec". La receta original del Cointreau se ha mantenido hasta el siglo XXI. A diferencia del Curazao, no utiliza el "Citrus aurantium" en su variedad "curassaviensis", sino naranjas dulces y amargas de importación, pues la región de Angers no produce cítricos.
A principios del siglo XX la marca ya vendía 800.000 botellas al año, y abrió su primera sucursal europea. En 1969 la empresa se trasladó a unos locales más amplios en Saint-Barthélemy-d'Anjou (Maine y Loira), y en 1989 fusionó con la marca de coñac Rémy Martin, tras la boda de una hermana del presidente y descendiente de la familia Rémy Martin, André Hériard Dubreuil, con Edouard Cointreau, de la cuarta generación. El grupo empresarial adoptó el nombre de Rémy Cointreau y empezó a cotizar en Bolsa. Rémy Cointreau es también propietario de la marca de ron de Barbados Mount Gay, de la marca de Champagne Charles Heidsieck, y del aguardiente de vino griego Metaxa.
En 2013, Cointreau producía 30 millones de botellas al año de las que el 93% se exporta.

## Otras clases de triple seco
- Curaçao, una denominación de origen
- Grand Marnier: triple seco creado en 1880 en Charente, Francia, y hecho con coñac y esencia de naranja amarga
- La casa comercial Kuyper llama a su licor de naranja simplemente Triple Sec
- La casa comercial Larios llama a su licor de naranja simplemente Triple Seco

## Imitaciones de Cointreau
- Controy, que es marca comercial mexicana.